# Schnupftabak
Bei Schnupftabak handelt es sich um eine fein gemahlene Mischung aus einer oder mehreren Sorten von Tabak, die durch Einsaugen in die Nase konsumiert wird und seit ungefähr dem 17. Jahrhundert in Europa bekannt ist. Das Nikotin entfaltet seine Wirkung über die vorderen Nasenschleimhäute; ein zu heftiges Einziehen kann daher Schmerzen verursachen. Aus diesem Grund wird der Schnupftabak nur langsam in das Nasenloch eingesogen. Nach längerem Gebrauch stellt sich jedoch ein Gewöhnungseffekt ein, sodass der Reiz weniger wahrgenommen wird.

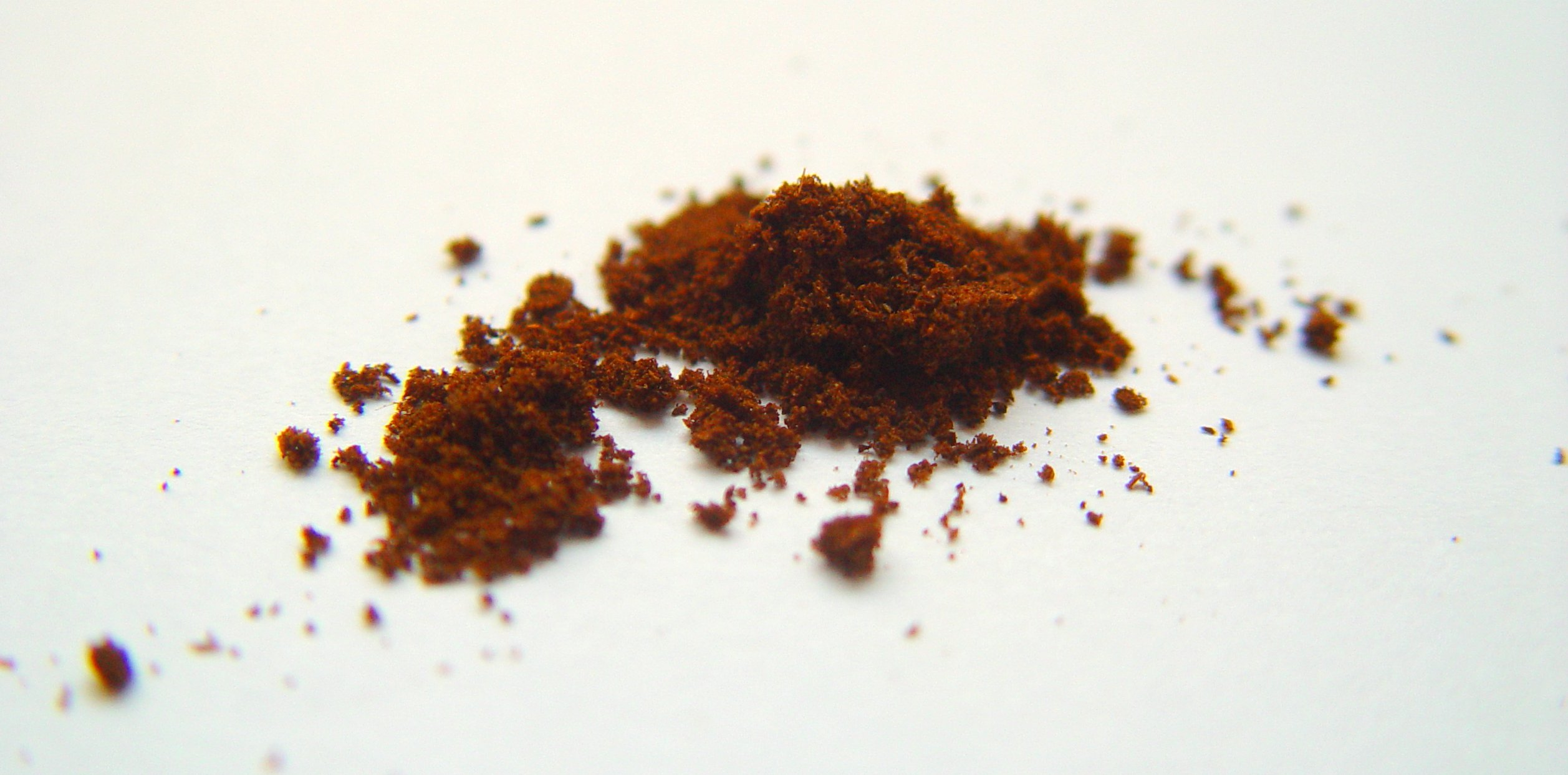
Schnupftabak

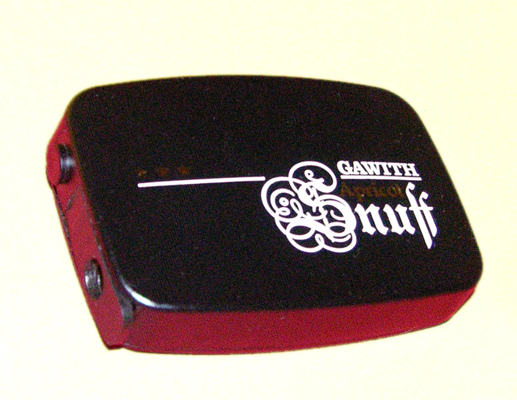
Modernes Schnupftabakdöschen

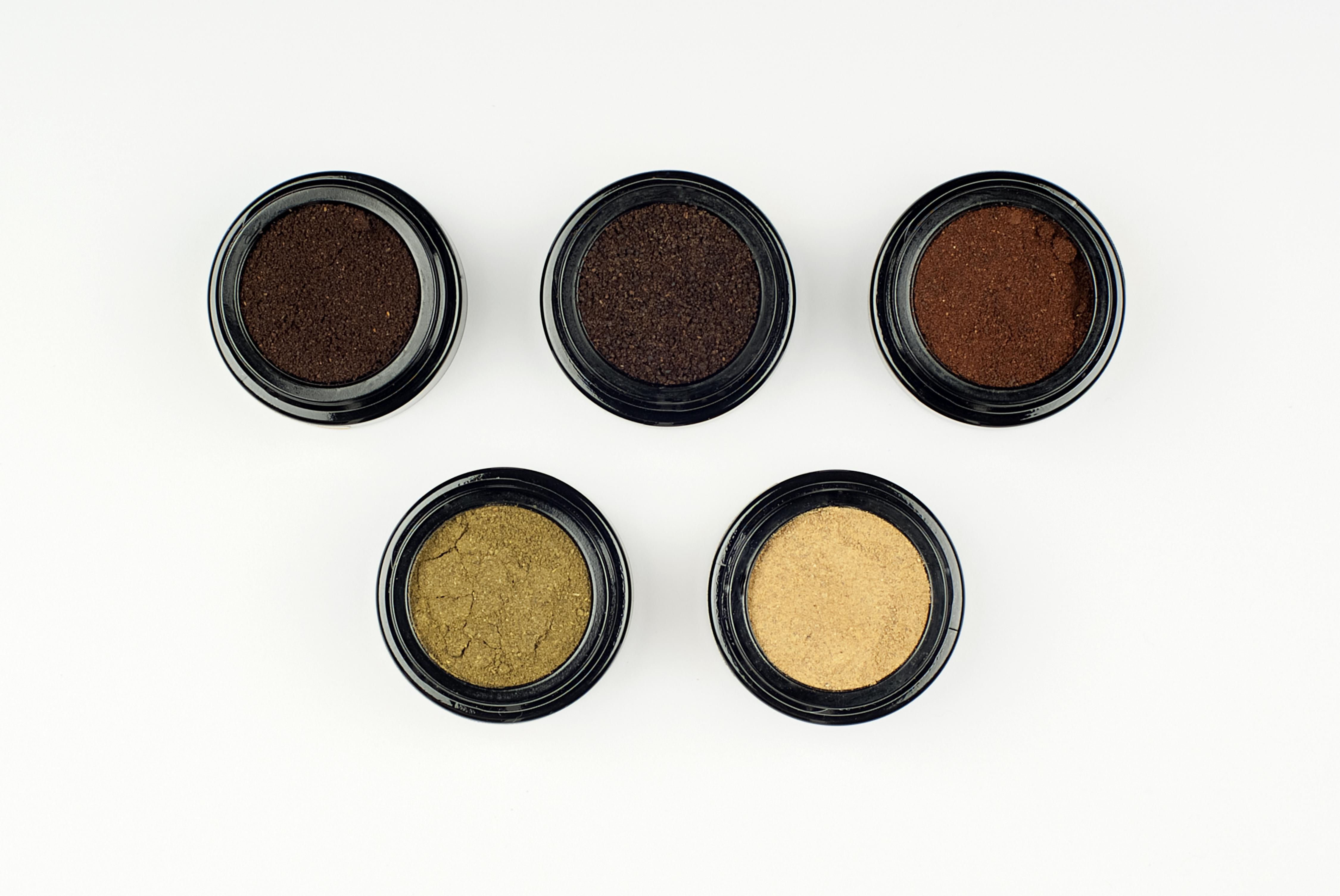
Schnupftabaksorten in verschiedenen Farben

## Geschichte
Mittel- und südamerikanische Kulturen verwendeten Schnupftabak lange vor dessen Einführung in Europa. Die ersten Berichte des Mönchs Romano Pane, den Kolumbus auf seiner zweiten Reise auf der Insel Hispaniola zurückließ, handelten von einem seltsamen Ritual der Einheimischen. Im ersten Bericht von 1496 heißt es: „Immer wenn die Könige ihre Götter um Rat fragen wegen ihrer Kriege, wegen einer Steigerung des Fruchtertrages oder wegen Not, Gesundheit und Krankheit, schnupften sie in ihren Tempeln das Kraut in ihre Nasenlöcher. […] Das Pulver ist von solcher Kraft, dass es einem völlig den Verstand raubt.“ Im frühen 16. Jahrhundert dokumentierten portugiesische Seeleute Schnupftabakmühlen im heutigen Brasilien und Venezuela.

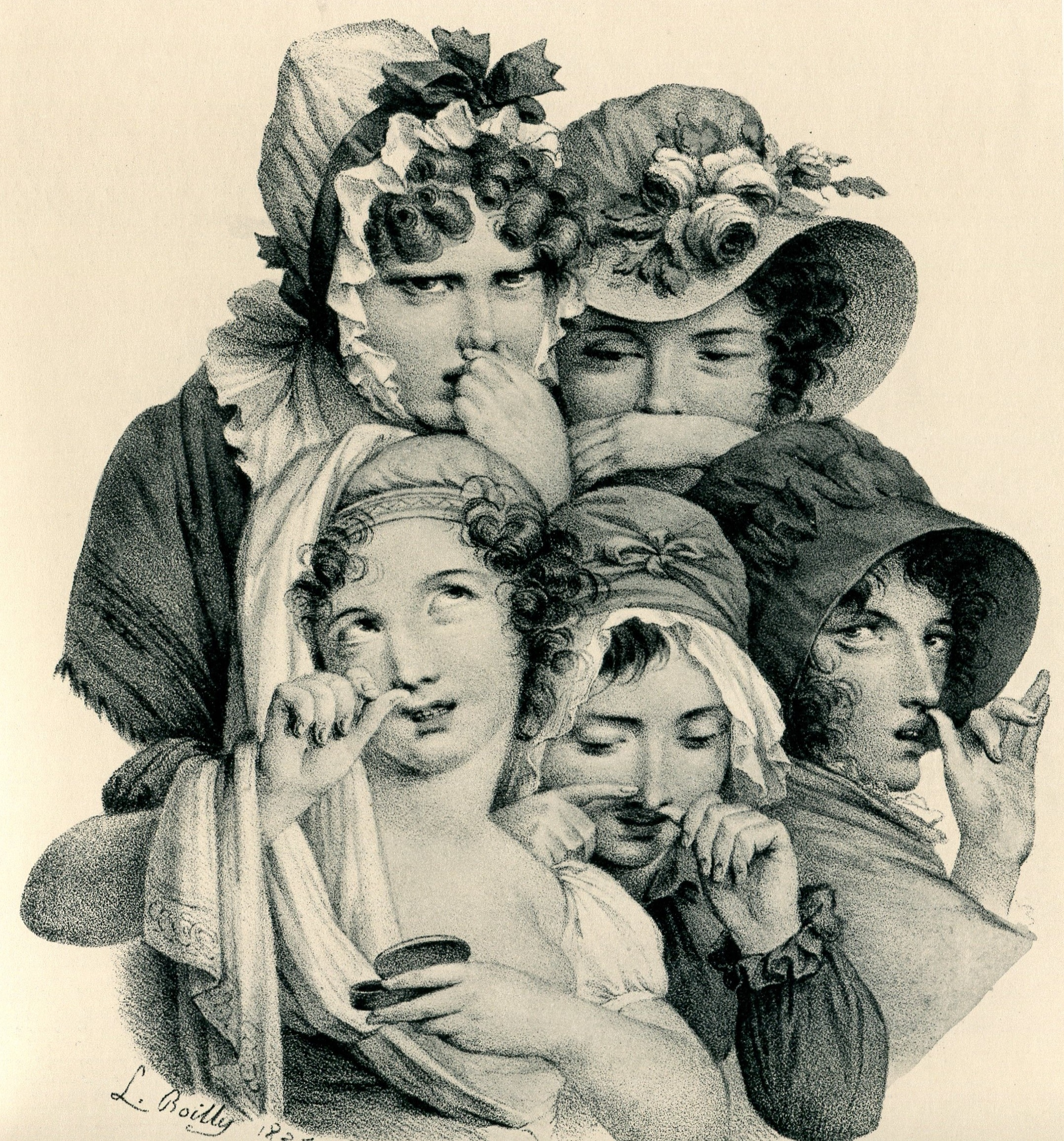
L. Boilly Schnupfende Damen in Frankreich 1824

Um 1561 brachte Jean Nicot, französischer Gesandter am portugiesischen Hof, Tabakblätter und -saat nach Frankreich. Die französische Königin Katharina von Medici war bereits im 16. Jahrhundert eine der ersten und berühmtesten Schnupferinnen, die gepulverte Tabakblätter gegen Kopfschmerzen und Migräne einnahm und dadurch das Schnupfen hoffähig machte. Daher hieß der Schnupftabak lange Zeit das Pulver der Königin, poudre de la reine.
Im Jahre 1677 entstand die erste Schnupftabakmanufaktur der Welt, die königliche Tabakfabrik im spanischen Sevilla. Sie verarbeitete schweren Tabak der damals spanischen Kolonie Kuba und stellte in ihrer besten Zeit um 1840 mit Hilfe von 40 Tabaksmühlen und 1700 Arbeitern über 1000 Tonnen Schnupftabak jährlich her. Die wirtschaftliche Bedeutung übertraf andere Kolonialwaren wie Kaffee, Tee oder Rohrzucker um ein Vielfaches.
Nachdem in den deutschen Ländern Schnupftabake lange Zeit nur als Importware in Apotheken erhältlich waren, entstand 1733 die erste Schnupftabakfabrik in Offenbach am Main, die noch heute existierende Firma Bernard. Seit Anfang des 19. Jahrhunderts setzten sich jedoch zunehmend die Rauchtabake, in der zweiten Hälfte des 19. Jahrhunderts insbesondere die Zigaretten durch. Die meisten Schnupftabakfabriken setzten seit den 1920er Jahren, spätestens nach dem Zweiten Weltkrieg, auf Zigaretten- und Pfeifentabake, sodass heute nur noch fünf Hersteller in Deutschland mit einer Gesamtleistung von 270 Tonnen jährlich existieren.
In letzter Zeit ist in Teilen Europas, insbesondere durch die immer strenger werdenden gesetzlichen Rauchverbote, eine Verstärkung des Schnupftabakverbrauchs zu beobachten. Auch besteht eine eigentliche Schnupferszene mit Schnupfclubs, Schnupfmeisterschaften, Anbietern von Schnupfmaschinen, Onlineshops und dergleichen.
Dem gegenüber steht ein Verbot von Tabakerzeugnissen an bestimmten öffentlichen Orten in der Türkei, dort ist neben dem Rauchen auch das Kauen und Einsaugen von Tabak verboten.

## Schnupftabak-Arten

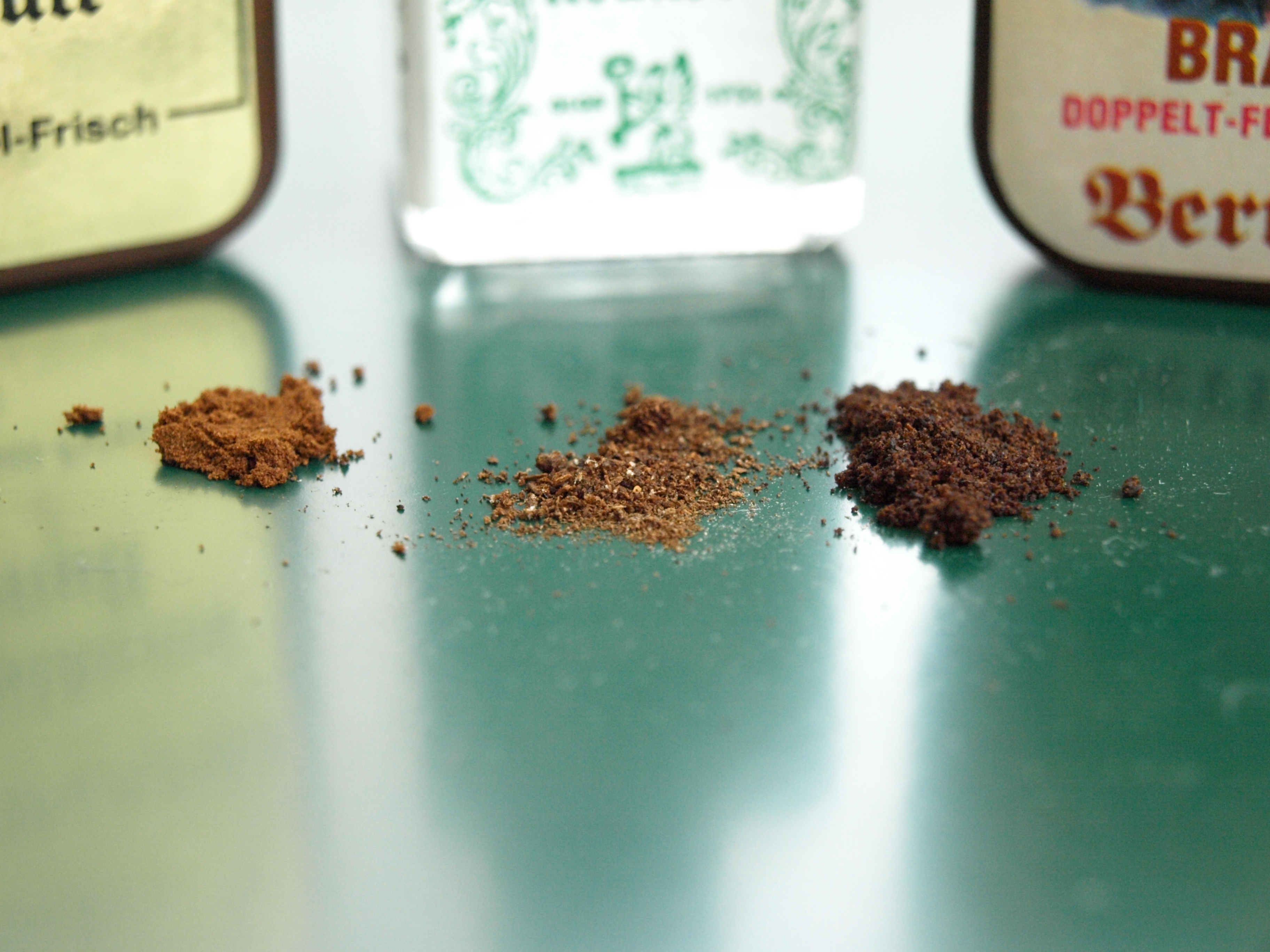
Verschiedene Schnupftabak-Arten (von links, alle von Gebrüder Bernard): Snuff („Jubiläums Snuff“), Klassisch („Feinster Kownoer“) und Schmalzler („Schmalzlerfranzl Brasil“)

Bis vor 200 Jahren wurde Schnupftabak nicht als Pulver, sondern in Form von Karotten oder Bändern verkauft: Der Schnupfer musste sie vor dem Konsum erst selbst zu Pulver reiben. Im Rokoko des 18. Jahrhunderts setzte sich der Verkauf des stark parfümierten Pulvers von Frankreich ausgehend durch. Die Schnupftabaksdosen oder Tabatieren begründeten einen neuen Bereich des Kunstgewerbes (siehe Stobwasser) und sind heute als Prunkstücke eines jeden Tabakmuseums zu besichtigen.
Schnupftabake unterscheiden sich hauptsächlich nach Art der Herstellung, den verwendeten Tabaksorten und der Aromatisierung.

### Schmalzler oder Brasil

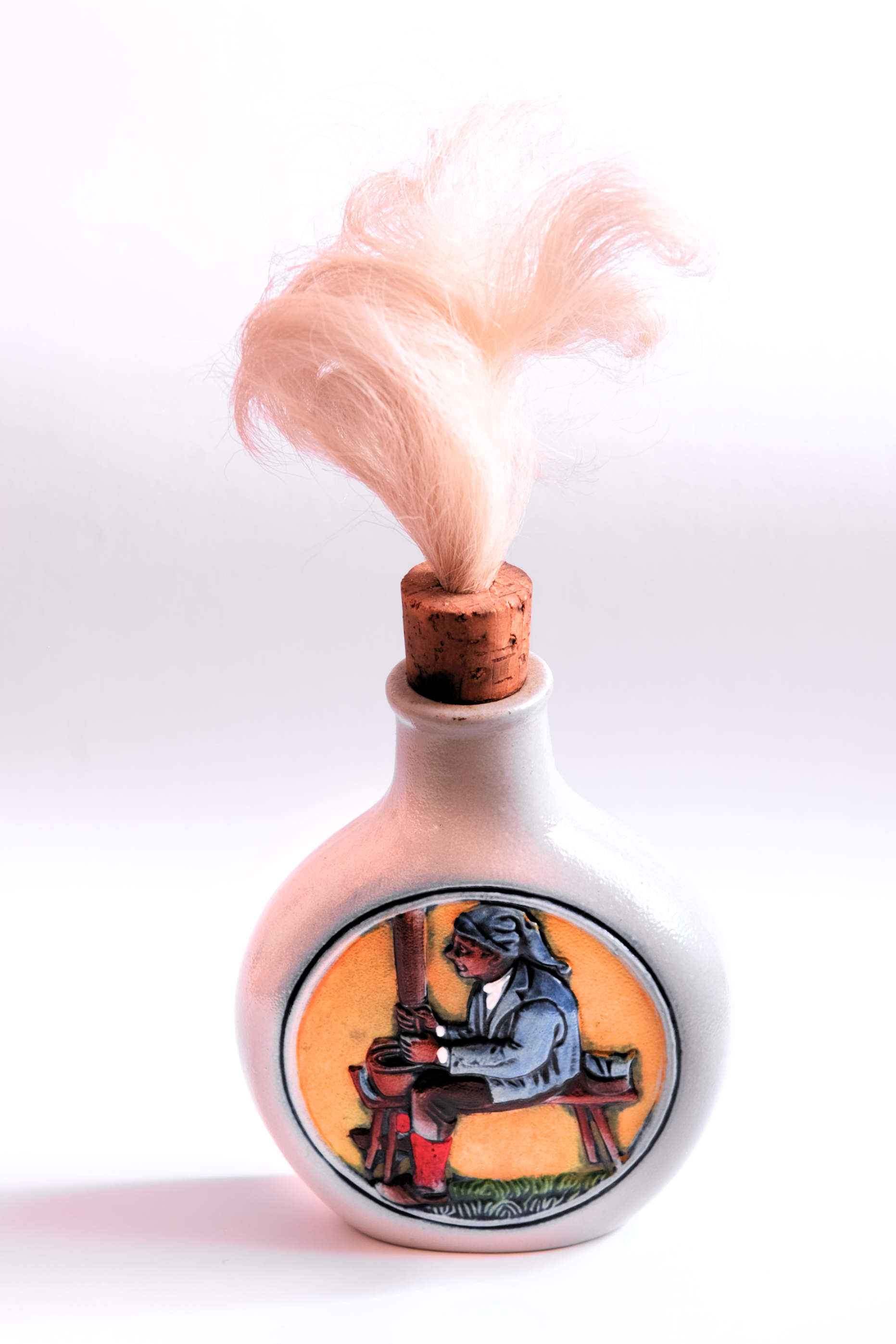
Bayerische Schnupftabakflasche zur Aufbewahrung von Schmalzler, 20. Jahrhundert

Diese bayerische Spezialität gehört bis heute zu den Klassikern auf dem deutschsprachigen Schnupftabakmarkt, der sich hauptsächlich über Süddeutschland, Österreich und die Deutschschweiz erstreckt. Schmalzler wurde ursprünglich aus gesoßten, dunklen Brasiltabaken hergestellt, die zu langen Tabaksträngen – den Mangotes – geflochten wurden. Obwohl die fertigen Mangotes überwiegend importiert wurden, existiert bis heute der Beruf des Bandtabakmachers, der importierte oder heimische Tabaksorten mit maschineller Unterstützung zu Endlosbändern flicht. Die besondere Eigenart des Schmalzlers und Grund des Namens war früher Butterschmalz, das die Prise weniger staubig machte. Heute wird aus Konservierungsgründen Weißöl verwendet.

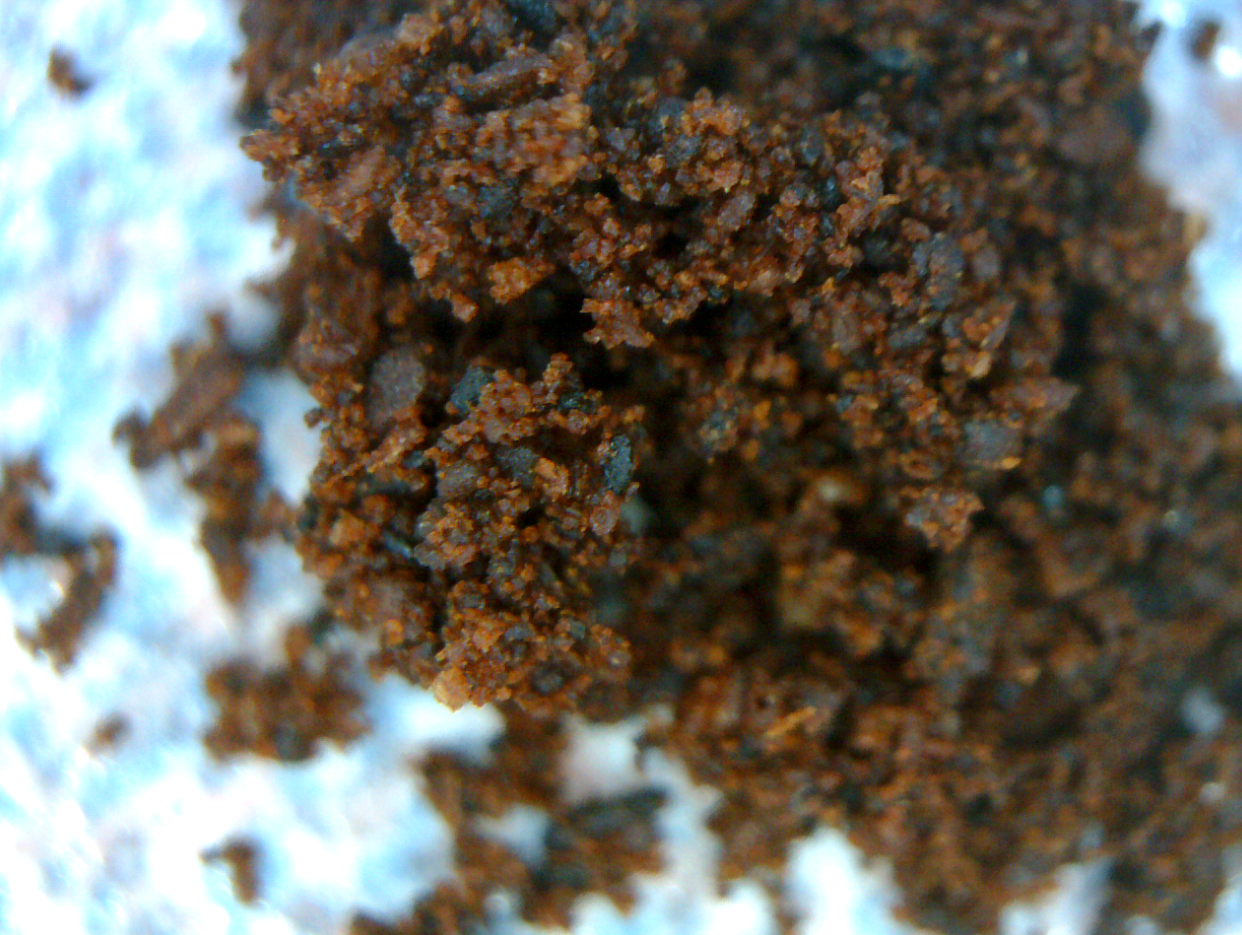
Aufnahme von „Schmalzlerfranzl“ unter dem Mikroskop

Schmalzler haben oft einen erdig-würzigen Geschmack nach Tabak, ohne oder mit wenig zusätzlichen Aromen, eine feste bis klebrig-feuchte Konsistenz und sind meist dunkelbraun bis fast schwarz. Der Tabak ist vergleichsweise grob zerrieben.

### Snuff
Der heute meistverkaufte Schnupftabak stammt ursprünglich aus England (z. B. Wilsons of Sharrow, Gawith Hoggarth, Samuel Gawith, Fribourg & Treyer, McChrystal’s, Toque), wobei der weltweit größte Hersteller die niederbayerische Firma Pöschl Tabak ist. Er wird vorwiegend aus hellen Virginia-Tabaken aus den USA und aus Afrika hergestellt, ist oft aromatisiert (z. B. mit Menthol oder Eukalyptus, Blüten-, Frucht- oder Kräuteraromen) und daher in Geschmack und Geruch grundverschieden zum Schmalzler. Snuff wird heute meist nach einer Schnellmethode verarbeitet, es gibt aber noch einzelne Marken, die Snuff jahrelang in Holzfässern reifen lassen. Somit gibt es auch hier große qualitative Unterschiede.
Der Geschmack des Snuff hängt stark von der Aromatisierung ab, typisch für deutsche Snuffs ist der pfefferminzige Mentholgeschmack, der den eigentlichen Tabakgeschmack bisweilen überdeckt. Die Konsistenz variiert von staubig, pulvrig bis krümelig-klebrig, die Farbgebung reicht von hellem gelbbraun bis dunkelbraun. Snuff ist meist sehr fein gemahlen.

### Klassische Schnupftabake
Die Urart der heutigen Schnupftabake wurde aus „Tabak-Karotten“ gepulvert (siehe: „French Carotte“ von Fribourg & Treyer): Der gesoßte und aromatisierte Tabak wird fest zu großen karottenförmigen Gebilden gewickelt und über vier bis sieben Jahre, manche Sorten über zehn Jahre gelagert, also kalt fermentiert. Diese Karottierung ist heute nahezu bedeutungslos geworden, die Karotten werden aber vereinzelt immer noch hergestellt. Die Karottierung ist die älteste Tabakverarbeitungsmethode überhaupt, vermutlich älter als das Tabakrauchen: Portugiesische Seeleute berichteten im frühen 16. Jahrhundert bereits von dieser Methode der südamerikanischen Ureinwohner, die zunächst von den europäischen Herstellern übernommen wurde. Diese Schnupftabake haben heute noch die Namen der Städte, in denen die Hersteller ihre wohlbehüteten Rezepte oft über Generationen entwickelten und verfeinerten. Zu den bekanntesten zählen der Spagniol aus Sevilla, Pariser, St. Omèr oder Straßburger.
Klassische Schnupftabake schmecken meist intensiv nach Tabak, ohne oder nur mit feinen, parfümartigen Aromatisierungen, die den Tabakgeschmack stützen, aber selten überdecken. Klassische Schnupftabake sind mittelfein bis grob gemahlen; die Konsistenz ist oft feinkörnig und trocken, kann aber bis klebrig-feucht variieren.

## Herstellungsverfahren

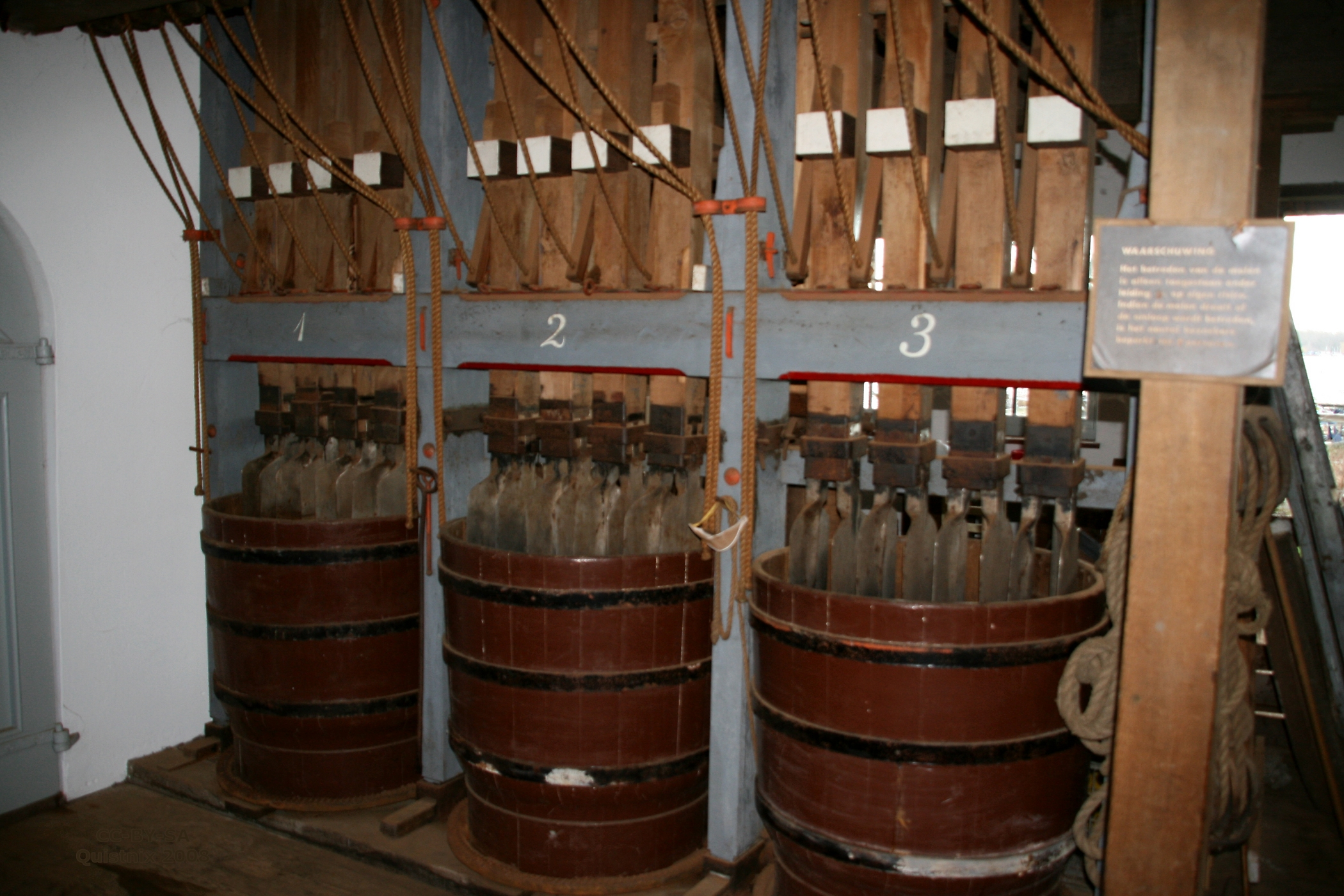
Historische Schnupftabakmühle De Ster in Rotterdam

### Traditionelle Verfahren
Die traditionelle Schnupftabakherstellung besteht aus einem langwierigen, mehrstufigen Prozess. Zunächst werden Tabakblätter verschiedener Sorten, die je nach Sorte bereits anfermentiert sind, zu einer für den späteren Geschmack charakteristischen Mischung zusammengestellt.
Es folgt dann die Soßierung, bei der der Tabak mit einer wiederum charakteristischen, aromatischen Flüssigkeit benetzt wird. Danach folgt ein Fermentations- und Lagerprozess, der unterschiedlich lang und kalt oder warm erfolgen kann. Insbesondere für alte Rezepte kann die Lagerzeit für die Tabake bis zur Reife mehrere Jahre betragen.
Wenn der Schnupftabak fertig ausgereift ist, wird er möglichst langsam getrocknet, um die Aromen nicht zu verlieren. Schließlich wird er zerrieben und ggf. noch mit zusätzlichen Aromamischungen versetzt.
Als letzten Schritt erhalten Schmalzler-Sorten noch den für sie typischen Zusatz von Ölen, die den Tabak geschmacklich nicht mehr verändern, sondern lediglich feuchter machen.
Je nach Sorte können mehrere Fermentations- und Trockenprozesse erfolgen, um den gewünschten Geschmack zu erreichen.
Um einen einmal gefundenen, charakteristischen Geschmack einer Sorte in diesem aufwändigen Prozess konstant beibehalten zu können, arbeiten einige Hersteller immer noch auf Maschinen, die zum Teil aus der Frühzeit der Industrialisierung stammen. So arbeitet beispielsweise Samuel Gawith noch immer teilweise mit Maschinen aus den 1750er Jahren.

### Schnellverfahren
Heute werden Schnupftabake oft nach Schnellverfahren ohne mehrjährige Lagerzeiten hergestellt. Jeder Hersteller wendet unterschiedliche Verfahren und teilweise Mischformen an, um seine charakteristischen Tabake zu erhalten.
Beim modernen Schnellverfahren zur Herstellung von Snuff wird aus den fermentierten und entrippten Tabakblättern ein Mehl hergestellt. Das Mehl wird mit einer Soßierungslösung angefeuchtet und drei bis vier Wochen in einem kühlen Raum gelagert, in dem die Aromen ausreifen können, ohne eine zusätzliche Fermentation anzustoßen. Diese Methode wird vor allem mit hellen Virginiatabaken praktiziert, die später stark aromatisiert werden.

## Bekannte Hersteller

### Fribourg & Treyer
Obwohl diese Schnupftabakmarke, seit 1720 auf dem Markt, 1981 von Imperial Tobacco gekauft und 2016 von Wilsons of Sharrow übernommen wurde, verdient sie eine eigene Erwähnung aufgrund ihrer sehr alten Rezepte und ihres „europäischen“ Geschmacks, die von keiner anderen Marke mehr so hergestellt werden. Die Tabake sind meist grob, feucht, weich, intensiv im Geschmack und äußerst „nasenschonend“. Vor allem alte Rezepte aus Frankreich werden noch immer produziert und sind heute einzigartig. Zu diesen zählen: „Old Paris“ (Lieblings-Snuff des Dandys Beau Brummell), „Bordeaux“, „Macouba“, „French Carotte“ und „Seville“.

### Gebrüder Bernard
Die Fabrikation Gebrüder Bernard, 1733 in Offenbach gegründet, war der erste Schnupftabakhersteller Deutschlands und ist heute der älteste noch fabrizierende Hersteller von Schnupftabak der Welt. 1812 wurde aus Zollgründen in Regensburg eine Zweigfabrik eingerichtet in der mittelalterlichen Hausburg der Patrizierfamilie Zant in der Gesandtenstraße. 1898 wurden die Fabrikationsanlagen ausgeweitet auf die westlich angrenzende Hausburg der ehemaligen Patrizierfamilie Ingolstetter. Die noch heute erhaltenen Fabrikationsanlagen mit Kollergang und Stampfwerk  verkörpern ein Stück ehemaliger Industriegeschichte von Regensburg.
Die Bernard AG wurde 2008 liquidiert und die Schnupftabaksparte von Bernard Schnupftabak GmbH übernommen. Der Firmensitz ist heute Sinzing (bei Regensburg). Die Firma produziert hauptsächlich klassische Schnupftabake („Kownoer“, „Gekachelter Virginie“, „Klostermischung“), sowie Schmalzler („Original Schmalzlerfranzl“, „Æcht altbayerischer Schmalzler“, „Schmalzlerfranzl Fresco“, „Schmalzlerfranzl Gold“- ehemals „Brasil Feinst“). Auch Snuffs und Schmalzler mit Menthol gehören zum Sortiment, wie der „Bernard Original F[ichtennadel]“, „Jubiläums Snuff“, „Zwiefacher“, „Charivari“, „Steife Prise“ oder der bis nach Asien exportierte „Amostrinha“. Die traditionellen Sorten „Alt-Offenbacher“ und „Civette“ wurden 2021 eingestellt.
Im März 2023 erklärte Bernard die Einstellung der gesamten Produktion ab Mai 2024. Dieser Schritt erfolgt aufgrund der für das Unternehmen nicht umsetzbaren Forderungen der EU in der ab Mai 2024 gültigen TPD 2.

### Wilsons of Sharrow
Wilsons of Sharrow ist eine 1737 in Sheffield gegründete Snuff-Manufaktur, mit über 280-jähriger Tradition in der Schnupftabakherstellung. Der Name leitet sich von den Sharrow Mills (Sharrowmühlen) ab, in denen ein relativ breit gefächertes Angebot von Snuffs der Wilsons hergestellt wird. Außer den hauseigenen Snuffs werden in dieser Tabakmühle auch die Tabakprodukte des englischen Unternehmens Fribourg & Treyer hergestellt.
Letztlich bezieht auch die sehr populäre Marke McChrystal’s ihre Grundtabake von Wilsons. Die Aromatisierung geschieht dann bei McChrystal’s nach geheimen und überlieferten Rezepturen.

### American Snuff Company
Die American Snuff Company, bis 2010 Conwood, ist der älteste Schnupftabakhersteller der Vereinigten Staaten. Sie wurde bereits 1782 während des Amerikanischen Unabhängigkeitskrieges von John Garrett II in Red Clay Creek in Delaware gegründet und im Jahre 1900 in American Snuff Company umbenannt. 1985 wurde die Firma an die Pritzker Family aus Chicago verkauft und in Conwood umbenannt. 2006 erwarb Reynolds American Inc. (RAI) das Unternehmen. Die Garret-Marke von 1870 ist die älteste Marke der Vereinigten Staaten, die ununterbrochen in Nutzung ist.

### Samuel Gawith
Samuel Gawith ist einer der ältesten und traditionsreichsten Schnupftabakhersteller Englands, gegründet 1792. Die Schnupftabake der Firma Gawith zeichnen sich vor allem durch ihre sehr flauschige, luftige und feine Beschaffenheit aus. Das traditionell englische Angebot wird durch mehrere Sorten mit modernem, zum Teil fruchtigem Charakter ergänzt. Zu den traditionellsten Snuffs von Samuel Gawith zählen: Kendal Brown, Black Rappee, Scotch Black und Golden Glow.

### Pöschl Tabak GmbH & Co. KG
Pöschl Tabak, gegründet 1902 in Landshut, ist nach eigenen Angaben der weltgrößte Schnupftabakhersteller. Weltweit soll der Marktanteil ca. 50 % und in Deutschland um die 92 % betragen.
Bekannte Erzeugnisse der Firma sind Gletscherprise, Löwenprise, Johnny Snuff (Österreich), FC Bayern Snuff, Andechs Snuff, Mac Craig Snuff - Royal, Glück Auf Prise, Jubiläumsprise (beide nur regional erhältlich) und Gawith Apricot Snuff, der unter der Lizenz von Gawith Hoggarth Ltd. hergestellt wird. Des Weiteren werden vier Sorten Schmalzler hergestellt und vertrieben: Schmalzler A, Schmalzler D (ehemals „Doppelaroma“), Schmalzler SF (ehemals „Südfrucht“) und der ursprünglich von der Grafenauer Firma Bogenstätter hergestellte Perlesreuter Waldler Fresco.
A. Bogenstätter Brasiltabakfabrik
Diese ursprünglich in Perlesreut, später in Grafenau im Bayerischen Wald beheimatete und 1904 von Anton Bogenstätter gegründete Fabrik kräftiger bayerischer Schmalzler (später kamen die Snuff dazu) musste 1974 an Pöschl verkauft werden, doch leben ihre Produkte als „Perlesreuter“ weiter. Nach dem Zweiten Weltkrieg wurde die Palette um Rauchtabak erweitert. In Grafenau lockt seit 1981 das weltweit einzige Schnupftabak-Museum die Besucher an – u. a. mit Hunderten von Brasilflaschl und Tabakbüchsl aus aller Welt und allen zur Tabakherstellung notwendigen Gerätschaften. Im Juli jeden Jahres findet in Perlesreut das Anton Bogenstätter gewidmete Schmalzlerfest statt.

### McChrystal’s
McChrystal’s wurde 1926 im englischen Leicester gegründet und gilt als die bekannteste Schnupftabakmarke in der Schweiz. Das Unternehmen wird bis heute als Familienbetrieb geführt. Der Klassiker des Hauses ist der „Original & Genuine“ Snuff. Durch ihre große Bandbreite an Schnupfsorten findet die Marke großen Anklang bei Schnupfeinsteigern. Überdies ist sie in sehr vielen Ländern an Kiosken und in Fachgeschäften für Tabake vertreten.

### Leonard Dingler
Leonard Dingler ist ein in Südafrika ansässiger Hersteller, der vor allem auf dem einheimischen Markt verbreitet ist. Auf ausländischen Märkten ist hauptsächlich die Marke Magnet Menthol Snuff bekannt, obwohl Dingler auch Tabake führt, die in ihrer Natürlichkeit an bayrische Schmalzler erinnern. Die Tabake werden in ganz eigenen, sehr gut schließenden Kunststoffdosen angeboten und sind in der Regel grob und feucht. Dingler Tabake haben den Ruf, die nikotinstärksten Tabake zu sein, und werden deshalb gerne für Raucherentwöhnung empfohlen.

### Toque Snuff
Eine neugegründete Firma, die aufgrund der EU-weiten Rauchverbote mit „Don’t SMOKE – Snuff TOQUE“ wirbt. Laut Eigenangabe werden keine künstlichen Aromen verwendet. Eine Besonderheit von Toque ist, dass alle Tabake in Applikatoren angeboten werden, was dem Bedürfnis eines unauffälligen Schnupfens entgegenkommen soll.

### Sir Walter Scott’s
2012 vom Schotten Sir John Scott Bt. gegründet. Widmet sich exklusiven, traditionellen, englischen Schnupftabaken, die nach alten Rezepten hergestellt werden.

### A+S Tabakfabrik GmbH
A+S steht für Andenmatten Schnupf und ist ein Schnupftabakhersteller aus Basel. Der A+S Schnupftabak wird in Basel von Hand hergestellt und abgefüllt. Als Rohstoffe dienen hochwertige Übersee-Importtabake sowie ätherische Öle und Orient-Balsame. Das Rezept geht auf Schnupftabake zurück, wie sie bis vor gut hundert Jahren in Apotheken hergestellt wurden.

### Kleinere Deutsche Hersteller
Neben Pöschl und Bernard gab es in Deutschland bis zum Inkrafttreten der EU TPD Verordnung noch einige kleinere Hersteller mit manufakturieller Produktion, darunter u. a. Pfälzer Land Snuff, welche die Produktion 2024 einstellen mussten.
Die Tabakmanufaktur Rosinski war eine 2014 im brandenburgischen Frankfurt a. d. Oder gegründete Firma. Sie stellte Schnupftabake nach ostdeutschen Vorkriegsrezepturen her. Auch dieser Hersteller verwendete nach eigenen Angaben keine künstlichen Aromen. Rosinski bot als einziger kommerzieller Hersteller grüne Schnupftabake an. Ende Mai 2024 musste Rosinski aufgrund der für kleine Unternehmen nicht umsetzbaren Rückverfolgungsregelungen der EU-Direktive TPD 2 die Produktion einstellen.
Die Allgäuer Schnupftabakmanufaktur in Leutkirch im Allgäu, gegründet im August 2019, stellt manufakturiell produzierte Schnupftabake und tabakfreie Energy Snuffs her. Nachdem die EU-Verordnung TPD 3 den Hersteller 2024 zu einer Produktionspause gezwungen hatte soll die Schnupftabakherstellung 2025 nach richtliniengetreuer Überarbeitung wieder aufgenommen werden.

## Ritual

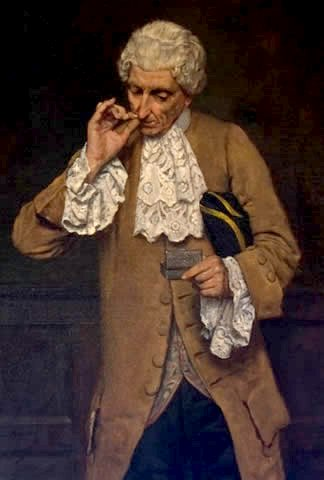
Gemälde eines Mannes, der Schnupftabak unter Verwendung der Daumen- und Zeigefingermethode konsumiert

Das Schnupfen ist mit verschiedensten Ritualen verbunden, z. B. ein Spruch bei jedem Schnupfen oder erneutes Schnupfen, wenn jemand geniest hat. In der Schweiz wird nach dem Schnupfspruch normalerweise von allen Schnupfenden das Wort Priis angehängt, welches gut mit einem Prost zu vergleichen wäre.

### Schnupfen vom Handrücken
Die Aufnahme eines oder zweier kleinerer Häufchen vom Handrücken der Faust: Hierbei sollte darauf geachtet werden, von der linken Hand zu schnupfen, denn es wird als amateurhaft angesehen, den rechten Handrücken zu benutzen. Ebenfalls zu beachten ist, dass die Schnupfer den kleinen Finger und den Daumen von der Faust wegspreizen, damit die Oberhandfläche gerade ist. Nun hält man sich die Hand unter die Nase und schnupft das Pulver ein. Auch hier gibt es einige Fauxpas, die man möglichst vermeiden sollte: Ein zu heftiges Einziehen kann einerseits zu einem heftigen Niesreflex führen, andererseits kann es bei besonders feinem Schnupftabak vorkommen, dass dieser direkt in den Rachen gelangt und dort ein sehr unangenehmes Brennen verursacht.

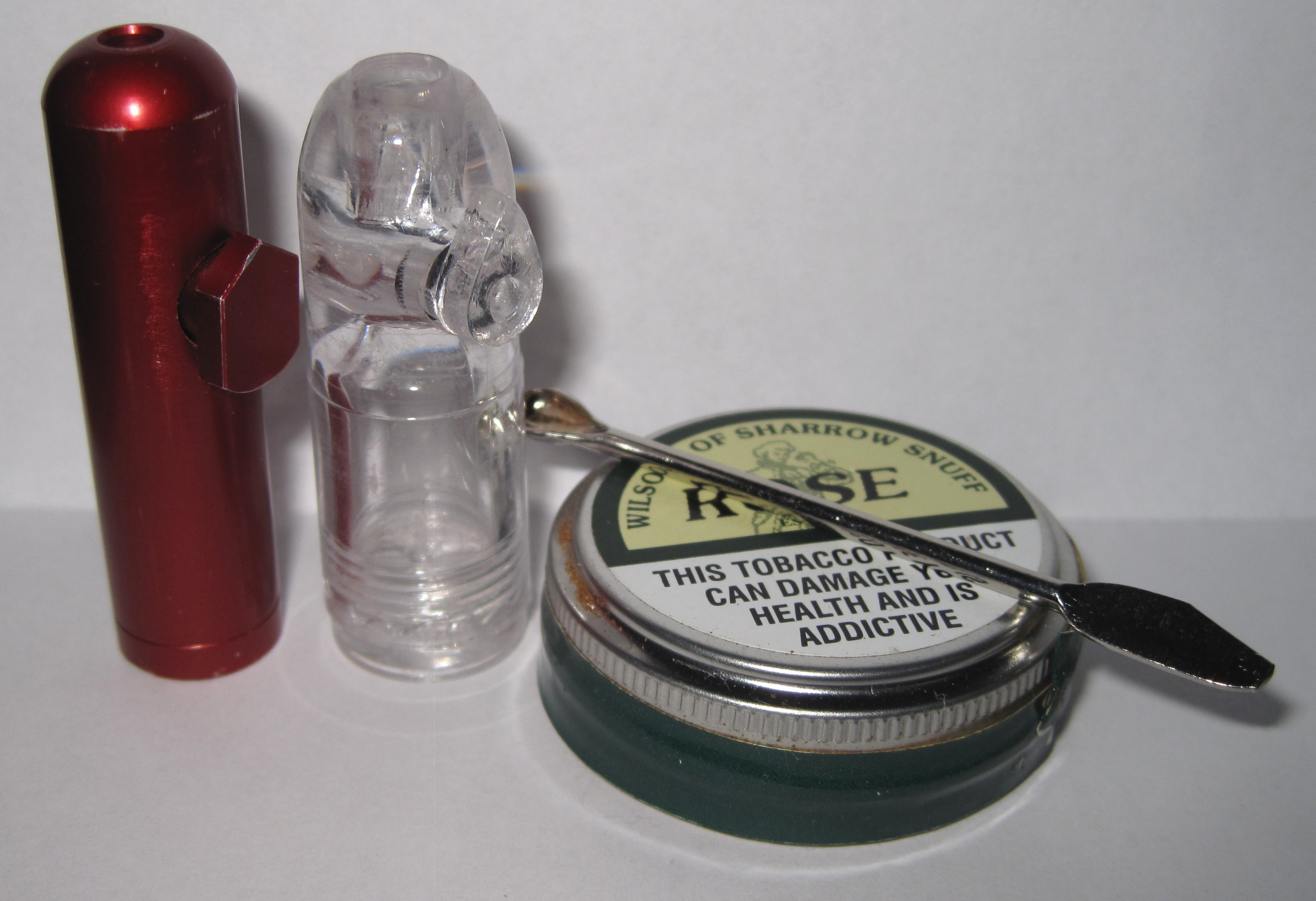
Englisches Schnupfröhrchen (snuff bullet) nebst einer Schnupftabakdose

### Schnupfen von den Fingerspitzen

Fred Ott’s Sneeze, Dokumentarfilm von 1894

Die Aufnahme des Schnupftabaks, der zwischen Daumen und Zeigefinger gehalten wird, und die direkte Zuführung zum einzelnen Nasenloch: Diese Methode verbindet sich mit dem Gebrauch der heute fast schon verschwundenen, aber immer noch z. B. in England verwendeten Schnupftabakdose. In früheren Zeiten war diese oft aus Silber gefertigte Deckeldose unentbehrlicher Bestandteil eines gesellschaftsfähigen Konsumverhaltens. Außerdem kann mit dieser Methode ein eventuell vorhandener Schnauzbart vor den unschönen schwarzen Tabakresten geschützt werden.
Dieses Verfahren wird auch als englisch bezeichnet, da in England vorwiegend auf diese Weise geschnupft wird.

### Schnupfen mittels Schnupfröhrchen
Ebenfalls aus dem englischen Raum stammt die Aufnahme des Schnupftabaks mittels eines Schnupfröhrchens. Ein solches Schnupfröhrchen besteht zumeist aus einem zusammengerollten Papier, jedoch werden auch Schnupfröhrchen aus verschiedenen Materialien wie Kunststoff oder Glas kommerziell vertrieben. Zum Konsum des Schnupftabaks wird der Tabak mittels einer Klinge oder einer Scheckkarte in die richtige Form gebracht, sodass zwei Linien etwa gleicher Länge entstehen. Das Schnupfröhrchen wird in ein Nasenloch eingeführt und das andere Nasenloch zugehalten. Anschließend führt man die andere Seite des Röhrchens an die Tabaklinie und atmet durch die Nase ein. Der Vorgang wird entsprechend für das andere Nasenloch wiederholt. Auch hier sollte darauf geachtet werden, dass zu heftiges Einatmen dafür sorgen kann, dass der Tabak in den Rachenraum gelangt und Reizreaktionen hervorrufen kann. Ein Vorteil dieser Konsumart ist wie beim Schnupfen von den Fingerspitzen, dass Bart und Gesicht vor den Resten des Tabaks geschützt wird.

## Schnupftabakbehälter

### Schnupftabakdosen

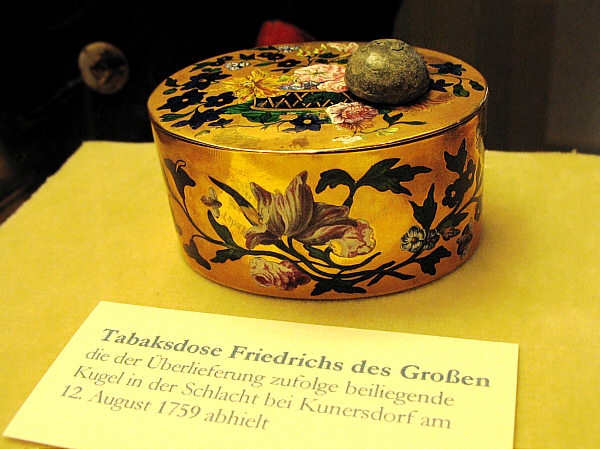
Tabakdose Friedrichs des Großen (18. Jahrhundert)

Die transportfähige Unterbringung von Schnupftabak erfordert geeignete Behältnisse. Viele der heute angebotenen Sorten werden in entsprechenden Dosen angeboten, die einerseits luftdicht abschließen, andererseits eine leichte Portionierung erlauben. Daneben wurden und werden spezielle Schnupftabakdosen gefertigt und angeboten. Klassische Varianten sind aus verschiedenen, teilweise edlen Materialien und mit aufwendigen Verarbeitungsweisen hergestellt. Abhängig von der Herkunft wurde und wird vor allem Horn, Messing oder Silber verarbeitet. Auch eigens gefertigte Glasbehälter waren in Gebrauch.

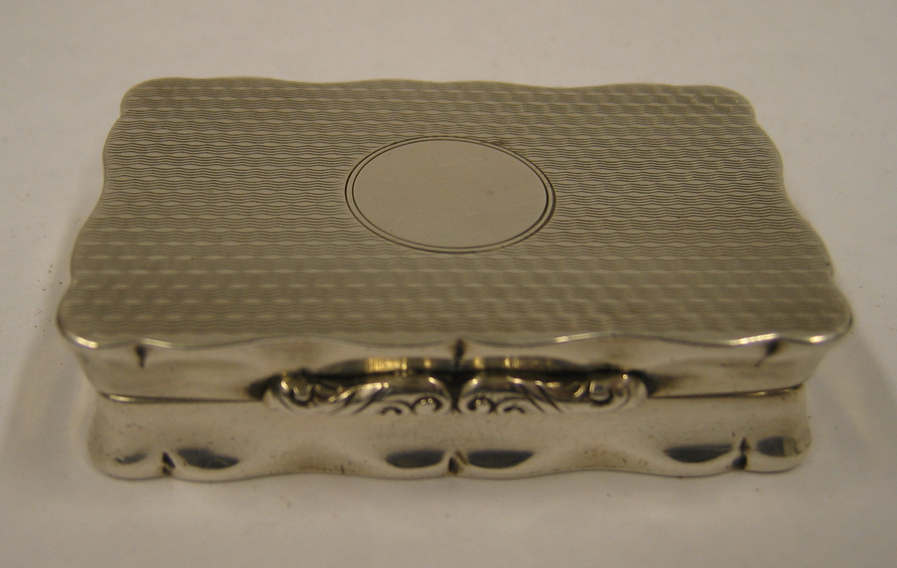
Englische Schnupftabakdose aus dem 19. Jahrhundert

Besondere Schnupftabaksdosen sind Gegenstand eines eigenen Sammelgebietes. Silberne Dosen sind in der Regel innen vergoldet, um den Tabak möglichst unverändert aufbewahren zu können. Neben der runden Deckeldose gibt es zahlreiche eckige Formen sowie eine taschengerechte abgerundete Form. Neben den bis zu ca. 6 × 4 cm kleinen Taschendosen gab es auch größere Tischdosen. Eine besondere Rarität aus früherer Zeit ist die sogenannte „Beggar’s Box“, eine Dose mit einem offensichtlichen Teil zum Anbieten und einem verborgenen Teil zum Eigengebrauch. Die Schnupftabaksdose war vor allem im 18. und 19. Jahrhundert ein gesellschaftsfähiges Schmuckstück, welches vor allem in England auch als Geschenk zur Anerkennung besonderer Leistungen beliebt war.

### Schnupftabakgläser
Schnupftabakgläser zur Tabakaufbewahrung, „Tobackhpixl“ oder „Tabakbüchsel“, wurden im Bayerischen Wald und Böhmerwald, insbesondere im Raum Zwiesel, Frauenau und Spiegelau seit Anfang des 18. Jahrhunderts hergestellt und waren weit verbreitet. Der umgangssprachliche Ausdruck „Büchsel“ hat sich bis zum heutigen Tage erhalten. Das Mitführen eines eigenen Schnupftabakglases gehörte in Bayern aufgrund der Beliebtheit des Schnupftabakschnupfens zum Alltag. Nicht selten wurden Schnupftabakgläser auch als Statussymbole betrachtet und dementsprechend hoch geschätzt. Durch das Aufkommen von Zigaretten und preiswerter Steinzeugflaschen nach dem Ersten Weltkrieg wurde die gläserne Schnupftabaksflasche weitgehend aus dem Alltag verdrängt, aber ab 1960 wegen des wachsenden Interesses von Sammlern wieder verstärkt produziert. So wurde der ursprünglich alltägliche Gebrauchsgegenstand zum aufwendig gestalteten Kunstobjekt.

### Schnupftabakfläschchen (snuff bottles) in China
Nach China kam Schnupftabak Ende des 17. Jahrhunderts in der Regierungszeit des Kaisers Kangxi, der es 1684 von Jesuiten als Geschenk bekam. Die europäische Schnupftabakdose fand in China keine Verbreitung. Stattdessen wurde Schnupftabak in kleinen Fläschchen (snuff bottles) aufbewahrt, wobei im Stöpsel ein winziges Löffelchen aus Elfenbein oder Bronze zur Entnahme befestigt war. Erste snuff bottles wurden auf Geheiß von Kangxi in kaiserlichen Werkstätten in Peking hergestellt, waren aus monochromem Glas oder unterglasurbemaltem Porzellan, und sind um 1700 zu datieren. Die Kaiser Kangxi, Yongzheng und Qianlong waren leidenschaftliche Sammler von snuff bottles und gaben diese öfters persönlich in Auftrag. Seit der zweiten Hälfte des 18. Jahrhunderts fand der Gebrauch von Schnupftabak immer größere Verbreitung, was auch die Produktion von snuff bottles ankurbelte. Sie wurden aus verschiedensten Materialien (Glas, Porzellan, Keramik, Jade, Bergkristall, Bernstein, Elfenbein, Koralle, Lack, Bronze, Silber, Bambus u. a.), oft sehr aufwendig hergestellt und kunstvoll verziert, und schon im 18. Jahrhundert zum sehr beliebten Gebrauchsgegenstand und Sammelobjekt in China. Seit dem späten 19. Jahrhundert wurden snuff bottles auch im Westen immer mehr gesammelt und geschätzt. Es gibt auch weltweite Organisationen von snuff bottle Sammlern, wie die International Chinese Snuff Bottle Society. Auf internationalen Auktionen erzielen alte chinesische snuff bottles nicht selten sehr hohe Preise.

## Gesundheitsrisiko
Nikotin ist eine Droge und kann unabhängig von der Form der Verabreichung abhängig machen, egal ob es geraucht, gekaut oder geschnupft wird. Nach Dietrich Gaede können Tabakschnupfer täglich 20 bis 60 mg Nikotin aufnehmen, ähnliche Mengen wie ein starker Raucher. Die genaue Menge kann jedoch kaum vorherbestimmt werden, da sie von den jeweiligen Konsumgewohnheiten und -methoden abhängt. Außerdem enthält jede Marke einen anderen Anteil an Tabak und somit auch an Nikotin.
Im Gegensatz zum Rauchen von Tabak treten beim Schnupfen keine für den Konsumenten oder die Mitmenschen giftigen Verbrennungsprodukte wie zum Beispiel Benzol, Teer oder Blausäure auf. Nach aktuellen Studien ist es also wesentlich weniger gesundheitsschädlich als der Konsum von Zigaretten, kann aber ebenfalls zu einer Nikotinabhängigkeit führen.
Wenn mehr geschnupft wird, als in der Nase gespeichert werden kann, besteht die Gefahr, dass der überschüssige Tabak in den Rachen gelangt, was sich durch scharfen Geschmack und heftiges Brennen bemerkbar macht. Auch durch zu heftiges Aufschnupfen kann es zu diesem „Rachenflug“ kommen. Dadurch kann der Tabak dann auch in den Magen und anschließend den Darm gelangen. Dies hat zur Folge, dass das gesamte Nikotin in kurzer Zeit in die Blutbahn gelangt und somit einen sogenannten Nikotinschock auslöst. Dieser Effekt verursacht bei Menschen, die Nikotin nicht gewohnt sind, Übelkeit, Brechreiz, Schwindelgefühl und im schlimmsten Fall Bewusstlosigkeit; es wurden Fälle ab Mengen von ein bis fünf Gramm Schnupftabak beobachtet.
Über die Schädlichkeit wird diskutiert: Auf der einen Seite werben die Hersteller mit Unbedenklichkeitsstudien, auf der anderen Seite warnt das Deutsche Krebsforschungszentrum in Heidelberg vor den Folgen. Hier wurden vor allem verschiedene Nitrosamine als karzinogene (krebsfördernde) Substanzen herausgestellt. Martina Pötschke-Langer bekräftigte die Aufrechterhaltung eines Handelsverbotes in Europa für orale Tabakprodukte.
Während die Packungen einige Zeit mit dem Aufdruck „Dieses Produkt verursacht Krebs“ versehen waren, steht jetzt „Dieses Tabakerzeugnis schädigt Ihre Gesundheit und macht süchtig“ auf der Rückseite.

## Sonstiges
In Deutschland unterliegt Schnupftabak seit 1993 nicht mehr der Tabaksteuer.
Schnupftabake enthalten neben Tabak diverse Zusatzstoffe, die vor allem der Befeuchtung und Aromatisierung dienen. Welche Substanzen für eine solche Verwendung zulässig sind, ist in Deutschland durch die deutsche Tabakverordnung, in der Schweiz durch die Schweizer Tabakverordnung geregelt. Das deutsche Bundesministerium für Ernährung, Landwirtschaft und Verbraucherschutz (BMELV) unterhält eine Tabakzusatzstoff-Datenbank, in der auch die Zusatzstoffe der in Deutschland angebotenen Schnupftabake nachzulesen sind.
Der Altkanzler Helmut Schmidt nutzte aufgrund des Rauchverbots im Plenarsaal des Bundestages Schnupftabak.
Ebenso verwenden Bergleute im Steinkohlenbergbau während ihrer Schicht unter Tage Schnupftabak, da hier Rauchverbot auf Grund der Gefahr von Schlagwetterexplosionen gilt. Die Glück-Auf-Prise und die Jubiläumsprise werden, neben dem Internet, von der Firma Pöschl nur in Bergbauregionen vertrieben.
Der sogenannte weiße Schnupftabak besteht aus Traubenzucker und Aromastoffen, meist Menthol. Dieses tabakfreie Produkt enthält kein Nikotin und wird auf die gleiche Art konsumiert wie echter Schnupftabak.
Im britischen Unterhaus wird den Abgeordneten in der Parlamentarischen Schnupftabakdose Schnupftabak kostenlos zur Verfügung gestellt.

## Schnupftabak in Film und Fernsehen
- Im Film Der zerbrochene Krug von 1937 bietet der Gerichtsrat Walter (gespielt von Friedrich Kayssler) dem Dorfrichter Adam (gespielt von Emil Jannings) Schnupftabak an.
- Im Film Die fröhliche Wallfahrt von 1956 ist der Pfarrer von Kirchberg (gespielt von Richard Romanowsky) ein Liebhaber von Schnupftabak. Auf seinem Arbeitstisch steht ein Steinguttopf der Schnupftabakfirma Bernard. Auch die männlichen Wallfahrer schnupfen immer wieder.
- Im Film Zwei Matrosen auf der Alm von 1956 schnupft der Friseur bei der Arbeit aus einer großen Porzellanflasche der Schnupftabakfirma Bernard.[13]
- Im Film O, diese Bayern! von 1960 bietet der Metzgermeister auf einem gehobenen Empfang dem Gastgeber und seinen bayerischen Freunden stolz seinen Schnupftabak an (den nicht mehr hergestellten Nr. 2 der Firma Lotzbeck).[14]
- Im Komödienstadel Die drei Eisbären von 1961 konsumieren die drei Hauptdarsteller (Franz Fröhlich, Michl Lang und Maxl Graf) mehrfach Schnupftabak.
- Im satirischen, gezeichneten Kurzfilm Ein Münchner im Himmel von 1962 ist Engel Aloisius im Himmel verärgert, da er neben seinem geliebten Bier auch keinen Schnupftabak („Schmaizla“) bekommen kann.[15]
- Im DEFA-Märchen Rotkäppchen von 1962 will die unter Husten leidende Großmutter eine zweite Prise Schnupftabak aus ihrer hölzernen Tabatiere nehmen, als sie verärgert feststellt „das Schnupfpulver ist auch alle!“. Ihr Freund, das Häschen, bietet ihr an, zu Rotkäppchen zu laufen, um neues „Schnupfpulver“ zu holen.
- Im Komödienstadel Der Schusternazi von 1963 konsumieren Franz Fröhlich und Ludwig Schmid-Wildy Schnupftabak.[16]
- Im Komödienstadel Die Tochter des Bombardon von 1964 konsumieren Ludwig Schmid-Wildy und Karl Tischlinger Schnupftabak.[17]
- Im britischen Kriminalfilm Mörder ahoi! von 1964 der Miss-Marple-Reihe mit Margaret Rutherford spielen der Schnupftabakkonsum des Ermordeten und seine silberne Schnupftabakdose eine zentrale Rolle. Auch der Kapitän schnupft immer wieder.
- Im Komödienstadel Der verkaufte Großvater von 1967 konsumiert der reiche Haslinger (gespielt von Alexander Golling) Schnupftabak aus einer Palisanderdose.[18]
- In den Eberhofer-Verfilmungen sieht man den Polizeidienststellenleiter Moratschek (Sigi Zimmerschied) des Öfteren beherzt zur Schnupftabakdose greifen.[19]
- In der Serie Königlich Bayerisches Amtsgericht von 1969–1972 sind der Amtsgerichtsrat August Stierhammer (Hans Baur) und der Wachtmeister (Georg Blädel) Konsumenten von Schnupftabak.[20]
- Im Komödienstadel Die drei Eisbären von 1973 konsumieren alle drei Hauptdarsteller Tabak, jeder auf seine Art. Gerhart Lippert als der jüngste der Drei raucht eine Pfeife. Maxl Graf nimmt seinen Schnupftabak aus einer Palisanderdose mit der Zwei-Finger-Methode. Und Gustl Bayrhammer schüttet seinen Schnupftabak aus einer Steingutflasche (klar zu erkennen Pöschl Perlesreuter) auf den Handrücken.[21]
- Im Komödienstadel Die drei Dorfheiligen von 1973 konsumiert Alexander Golling Schnupftabak.[22]
- In der Serie Pfarrer Braun von 2003–2013 genehmigt sich der Hauptdarsteller Ottfried Fischer in den ersten Episoden vor jedem neuen Fall (in der Serie „kriminalisieren“ genannt) eine Prise Schnupftabak aus einer schwarzen Bakelitdose.[23]
- Im Film Inglourious Basterds (2009) von Regisseur Quentin Tarantino ist Brad Pitt als Schnupftabakkonsument zu sehen.

## Schnupftabak in der Musik
- Der Schnupftabak (von Die 3 lustigen Moosacher)[24]
- Das Schnupfer-Lied (von Buzco und seine Freunde)[25]
- Das Lied „Snüffel“ der deutschen Metalband Equilibrium vom Album Sagas[26]